# Heliodoro Fernández Canepa
Heliodoro Fernández Canepa (Madrid, 1913-Madrid, 16 de enero de 1982) fue un médico y político español de adscripción falangista. Miembro fundador del Sindicato Español Universitario (SEU), organismo que dirigió durante la Guerra civil, con posterioridad desempeñaría importantes puestos en el seno del régimen franquista.

## Biografía
Nacido en Madrid en 1913, realizó estudios de medicina en la Universidad Central de Madrid. Miembro fundador del Sindicato Español Universitario (SEU), fue dirigente del SEU en la facultad de Medicina de Madrid; desde este ámbito comenzó su carrera política en el seno de Falange. En marzo de 1936 fue detenido junto a otros dirigentes de Falange y encarcelado en la Cárcel Modelo. Cuando se produjo el estallido de la Guerra civil se encontraba en libertad.
Tras lograr pasar a la zona sublevada fue elegido Jefe nacional provisional del SEU. Tras la promulgación del Decreto de Unificación y la formación del partido único, el 16 de diciembre de 1937 fue nombrado jefe nacional del SEU de FET y de las JONS. Dirigió el Sindicato hasta 1939, poco después del final de la contienda.
En octubre de 1943 fue nombrado gobernador civil de Huelva, en sustitución de Joaquín Miranda. Se mantuvo en el cargo hasta marzo de 1951. También ocupó puestos relevantes en el seno de la Organización Sindical: jefe de «Obras Sindicales», posteriormente dirigió el Sindicato Nacional de Industrias Químicas y más adelante el Sindicato Nacional de Cereales. Durante el franquismo ocuparía los cargos de procurador en Cortes y miembro del Consejo Nacional del Movimiento.
Falleció en Madrid el 16 de enero de 1982.